# Chironia
Genre
Classification APG IV (2016)
Chironia est un genre de plantes à fleurs de la famille des Gentianacées.

## Espèces
Selon [réf. nécessaire] :
- Chironia albiflora Hilliard
- Chironia amoena Salisb.
- Chironia angolensis Gilg
- Chironia angularis  L.
- Chironia angustifolia Sims
- Chironia arenaria E.Mey.
- Chironia baccata Hoffmanns.
- Chironia baccifera L.
- Chironia bachmannii Gilg
- Chironia bansei  Prain
- Chironia barclayana  Hort.Berol. ex Griseb.
- Chironia baumiana  Gilg
- Chironia brachiata  Willd. ex Griseb.
- Chironia calycosa  Michx.
- Chironia campanulata  L.
- Chironia capsularis  Blanco
- Chironia carinata  Banks
- Chironia caryophylloides  L.
- Chironia centaureoides  Roxb.
- Chironia centaurium  Schmidt
- Chironia centauroides  Roxb.
- Chironia chilensis  Willd.
- Chironia chloroides  Michx.
- Chironia cymosa  Burm.f.
- Chironia decandra  Walter
- Chironia decumbens  Levyns
- Chironia decussata  Vent.
- Chironia densiflora  Scott-Elliot
- Chironia dichotoma  Walter
- Chironia dubia  Willd. ex Griseb.
- Chironia ecklonii  Schoch
- Chironia elgonensis  Bullock
- Chironia elongata  Eckl.
- Chironia emarginata  Jarosz
- Chironia erythraea  Schousb.
- Chironia erythraeodes  Hiern
- Chironia exigua  Oliver
- Chironia fernandesiana  J.Paiva & I.Nogueira
- Chironia filiformis  Desf.
- Chironia fischeri  Hort. ex Paxton
- Chironia flexuosa  Baker
- Chironia floribunda  Paxton
- Chironia frutescens  L.
- Chironia fruticosa  Kuntze
- Chironia gerardi  Schmidt
- Chironia glutinosa  Paxton
- Chironia gracilis  Michx.
- Chironia grandiflora  Salisb.
- Chironia gratissima  S.Moore
- Chironia helodea  St.-Lag.
- Chironia humilis  Gilg
- Chironia inaperta  Willd.
- Chironia intermedia  Mäcrat
- Chironia jasminoides  [Ker-Gawl.]
- Chironia katangensis  De Wild.
- Chironia krebsii  Griseb.
- Chironia lanceolata  Walter
- Chironia lancifolia  Baker
- Chironia lanosanthera  Blanco
- Chironia latifolia  E.Mey.
- Chironia laxa  Gilg
- Chironia laxiflora  Baker
- Chironia linarifolia  Loisel.
- Chironia linearifolia  Steud.
- Chironia linifolia  Steud.
- Chironia linoides  L.
- Chironia littoralis  Turn.
- Chironia lutea  Bertol.
- Chironia lychnoides  P.J.Bergius
- Chironia madagascariensis  Baker
- Chironia maritima  Eckl.
- Chironia maxima  Schoch
- Chironia mediocris  Schoch
- Chironia melampyrifolia  Lam.
- Chironia melamyrifolia  Lam.
- Chironia minima  Thuill.
- Chironia minor  Desf.
- Chironia nana  Bast. ex Griseb.
- Chironia nudicaulis  L.f.
- Chironia nummularifolia  Willd. ex Griseb.
- Chironia obtusa  Steud. ex Prain
- Chironia occidentalis  DC.
- Chironia orthostylis  Rchb.
- Chironia ovata  Spreng. ex Grlseb.
- Chironia palustris  Burch.
- Chironia paniculata  Michx.
- Chironia parviflora  Salisb.
- Chironia parvifolia  E.Mey.
- Chironia peduncularis  Lindl.
- Chironia peglerae  Prain
- Chironia perfoliata  Salisb.
- Chironia pubescens  Baker
- Chironia pulchella  Willd.
- Chironia purpurascens  Benth. & Hook.f.
- Chironia purpurea  Sessäc
- Chironia pusilla  Steud.
- Chironia ramosissima  Ehrh. ex Griseb.
- Chironia rosacea  Gilg
- Chironia rubro-coerulea  Gilg
- Chironia scabra  Krauss ex Prain
- Chironia scabrida  Griseb.
- Chironia scabriuscula  Willd. ex Griseb.
- Chironia schinzii  Schoch
- Chironia schlechteri  Schoch
- Chironia serpyllifolia  Lehm.
- Chironia speciosa  E.Mey.
- Chironia spicata  Willd.
- Chironia stellata  Muhl.Cat. ex A.Gray
- Chironia stokoei  Verdoorn
- Chironia suffruticosa  Salzm. ex Griseb.
- Chironia tabularis  Page ex Steud.
- Chironia tenuiflora  Link ex Steud.
- Chironia tenuifolia Eckl. ex Prain
- Chironia tetragona  L.f.
- Chironia transvaalensis  Gilg
- Chironia trinervia  L.
- Chironia trinervis  Hort. ex Loud.
- Chironia tysonii  Gilg
- Chironia uliginosa  Waldst. & Kit.
- Chironia uniflora  Lam.
- Chironia vaillantii  F.W.Schmidt
- Chironia verdickii  De Wild.
- Chironia virescens  Willd. ex Steud.
- Chironia virgularis  Salisb. ex Prain
- Chironia viscosa  Zeyher ex Griseb.
- Chironia vulgaris  Cham.
- Chironia wilmsii  Gilg
- Chironia zeyheri  Prain

Selon NCBI (2 sept. 2010) :
- Chironia baccifera
- Chironia laxa
- Chironia linoides
- Chironia palustris
- Chironia purpurascens